# 트위키
트위키(TWiki)는 펄을 사용하여 만들어진 위키 소프트웨어이다. 첫 제작자는 Peter Thoeny이며 현재 많은 수의 공헌자가 있다. 적용된 라이선스는 GNU 일반 공중 사용 허가서 2판이며 그 이후 판을 따를 수도 있다.

## 특성
- 확장 가능한 자체 마크업 언어
- TinyMCE를 기반으로 하는 WYSIWYG 형식의 내용 편집기
- 스킨 기능
- RSS/Atom 피드 기능
- 전자 우편으로 알림 기능

## 트위키 출시 역사
- 1998-07-23: 최초 버전. JosWiki 기반[2][3]
- 2000-05-01: TWiki Release 1 May 2000
- 2000-12-01: TWiki Release 1 December 2000
- 2001-09-01: TWiki Release 1 September 2001
- 2001-12-01: TWiki Release 1 December 2001 ("Athens")
- 2003-02-01: TWiki Release 1 February 2003 ("Beijing")
- 2004-09-01: TWiki Release 1 September 2004 ("Cairo")
- 2006-02-01: TWiki Release 4.0.0 ("Dakar")
- 2007-01-16: TWiki Release 4.1.0 ("Edinburgh")
- 2008-01-22: TWiki Release 4.2.0 ("Freetown")
- 2009-09-02: TWiki Release 4.3.2 ("Georgetown")
- 2010-06-10: TWiki Release 5.0 ("Helsinki")
- 2011-08-20: TWiki Release 5.1 ("Istanbul")
- 2013-10-14: TWiki Release 6.0.0 ("Jerusalem")
- 2018-07-16: TWiki Release 6.1.0 ("Kampala")